# Athlétisme aux Jeux du Commonwealth de 2014
Pour un article plus général, voir Jeux du Commonwealth de 2014.
Navigation
Les épreuves d'athlétisme des Jeux du Commonwealth de 2014 se déroulent du 27 juillet au 2 août 2014 à l'Hampden Park de Glasgow, en Écosse.
Pour les athlètes britanniques, chypriotes et maltais, elles sont suivies, tout juste dix jours plus tard, par les Championnats d'Europe d'athlétisme 2014.

## Résultats

### Hommes
| 100 m | Kemar Bailey-Cole 10 s 00 (=SB)                                                          | Adam Gemili 10 s 10                                                               | Nickel Ashmeade 10 s 12                                                              |
| 200 m | Rasheed Dwyer 20 s 14                                                                    | Warren Weir 20 s 26                                                               | Jason Livermore 20 s 32                                                              |
| 400 m | Kirani James 44 s 24 (CR)                                                                | Wayde van Niekerk 44 s 68                                                         | Lalonde Gordon 44 s 78 (SB)                                                          |
| 800 m | Nijel Amos 1 min 45 s 18                                                                 | David Rudisha 1 min 45 s 48                                                       | André Olivier 1 min 46 s 03                                                          |
| 1 500 m | James Magut 3 min 39 s 31                                                                | Ronald Kwemoi 3 min 39 s 53                                                       | Nick Willis 3 min 39 s 60                                                            |
| 5 000 m | Caleb Ndiku 13 min 12 s 07                                                               | Isiah Koech 13 min 14 s 06                                                        | Zane Robertson 13 min 16 s 52                                                        |
| 10 000 m | Moses Kipsiro 27 min 56 s 11                                                             | Josphat Bett 27 min 56 s 14 (SB)                                                  | Cameron Levins 27 min 56 s 23                                                        |
| 3 000 m steeple | Jonathan Ndiku 8 min 10 s 44 (CR)                                                        | Jairus Birech 8 min 12 s 68                                                       | Ezekiel Kemboi 8 min 19 s 73                                                         |
| 110 m haies | Andrew Riley 13 s 32                                                                     | William Sharman 13 s 36                                                           | Shane Brathwaite 13 s 49                                                             |
| 400 mètres haies | Cornel Fredericks 48 s 50                                                                | Jehue Gordon 48 s 75                                                              | Jeffery Gibson 48 s 78                                                               |
| Marathon | Michael Shelley 2 h 11 min 15 s (PB)                                                     | Stephen Chemlany 2 h 11 min 58 s                                                  | Abraham Kiplimo 2 h 12 min 23 s                                                      |
| 4 × 100 m | Jamaïque Jason Livermore Kemar Bailey-Cole Nickel Ashmeade Usain Bolt 37 s 58 (CR)       | Angleterre Adam Gemili Harry Aikines-Aryeetey Richard Kilty Daniel Talbot 38 s 02 | Trinité-et-Tobago Keston Bledman Marc Burns Rondel Sorrillo Richard Thompson 38 s 10 |
| 4 × 400 m | Angleterre Conrad Williams Michael Bingham Daniel Awde Matthew Hudson-Smith 3 min 0 s 46 | Bahamas LaToy Williams Michael Mathieu Alonzo Russell Chris Brown 3 min 0 s 51    | Trinité-et-Tobago Lalonde Gordon Jarrin Solomon Renny Quow Zwede Hewitt 3 min 1 s 51 |
| Saut en hauteur | Derek Drouin 2,31 m                                                                      | Kyriákos Ioánnou 2,28 m (SB)                                                      | Michael Mason 2,25 m                                                                 |
| Saut à la perche | Steven Lewis 5,55 m                                                                      | Luke Cutts 5,55 m                                                                 | Shawnacy Barber 5,45 m                                                               |
| Saut en longueur | Greg Rutherford 8,20 m                                                                   | Zarck Visser 8,12 m                                                               | Rushwal Samaai 8,08 m                                                                |
| Triple saut | Godfrey Khotso Mokoena 17,20 m (SB)                                                      | Tosin Oke 16,84 m (SB)                                                            | Arpinder Singh 16,63 m                                                               |
| Lancer du poids | O'Dayne Richards 21,61 m (CR, PB)                                                        | Tom Walsh 21,19 m                                                                 | Tim Nedow 20,59 m                                                                    |
| Lancer du disque | Vikas Gowda 63,64 m                                                                      | Apóstolos Paréllis 63,32 m                                                        | Jason Morgan 62,34 m                                                                 |
| Lancer du marteau | Jim Steacy 74,16 m                                                                       | Nick Miller 72,99 m                                                               | Mark Dry 71,64 m                                                                     |
| Lancer du javelot | Julius Yego 83,87 m                                                                      | Keshorn Walcott 82,67 m                                                           | Hamish Peacock 81,75 m                                                               |
| Décathlon | Damian Warner 8 282 pts                                                                  | Ashley Bryant 8 109 pts                                                           | Kurt Felix 8 070 pts                                                                 |
| Records et Performances - AR : Record continental (area record) - CR : Record des championnats (championship record) - MR : Record du meeting (meet record) - NR : Record national (national record) - OR : Record olympique (olympic record) - PR : Record paralympique (paralympic record) - PB : Record personnel (personal best) - SB : Meilleure performance personnelle de la saison (season's best) - WL : Meilleure performance mondiale de l'année (world leader) - WJR : Record du monde junior (world junior record) - WR : Record du monde (world record) Circonstances et Conditions - DNF : N'a pas terminé (did not finish) - DNS : N'a pas pris le départ (did not start) - DQ : Disqualification (disqualification) - NM : Aucun essai valable enregistré (No Mark) - Q : Qualifié « directement » au prochain tour (ou à la prochaine compétition), lors d'une compétition majeure, grâce au classement ou à la réalisation des minima (automatic qualifier) - q : Qualifié au prochain tour (ou à la prochaine compétition), lors d'une compétition majeure, grâce au repêchage ou à la réalisation de l'une des meilleures performances parmi celles des « non qualifiés directement » (grâce au meilleur temps ou à la meilleure distance par exemple) (secondary qualifier) |                                                                                          |                                                                                   |                                                                                      |

### Femmes
| 100 m | Blessing Okagbare 10 s 85 (CR, SB)                                                                      | Veronica Campbell-Brown 11 s 03                                                        | Kerron Stewart 11 s 07 (SB)                                                      |
| 200 m | Blessing Okagbare 22 s 25                                                                               | Jodie Williams 22 s 50                                                                 | Bianca Williams 22 s 58                                                          |
| 400 m | Stephenie McPherson 50 s 67                                                                             | Novlene Williams-Mills 50 s 86                                                         | Christine Day 51 s 09                                                            |
| 800 m | Eunice Sum 2 min 0 s 31                                                                                 | Lynsey Sharp 2 min 1 s 34                                                              | Winnie Nanyondo 2 min 1 s 38                                                     |
| 1 500 m | Faith Kipyegon 4 min 8 s 94                                                                             | Laura Weightman 4 min 9 s 24                                                           | Kate van Buskirk 4 min 9 s 41                                                    |
| 5 000 m | Mercy Cherono 15 min 7 s 21                                                                             | Janet Kisa 15 min 8 s 90                                                               | Joanne Pavey 15 min 8 s 96                                                       |
| 10 000 m | Joyce Chepkirui 32 min 9 s 35 (PB)                                                                      | Florence Kiplagat 32 min 9 s 48                                                        | Emily Chebet 32 min 10 s 82 (PB)                                                 |
| 3 000 m steeple | Purity Cherotich Kirui 9 min 30 s 96                                                                    | Milcah Cheywa 9 min 31 s 30 (SB)                                                       | Joan Kipkemoi 9 min 33 s 34                                                      |
| 100 mètres haies | Sally Pearson 12 s 67                                                                                   | Tiffany Porter 12 s 80                                                                 | Angela Whyte 13 s 02                                                             |
| 400 mètres haies | Kaliese Spencer 54 s 10                                                                                 | Eilidh Child 55 s 02                                                                   | Janieve Russell 55 s 64                                                          |
| Marathon | Flomena Cheyech 2 h 26 min 45 s                                                                         | Caroline Kilel 2 h 27 min 10 s                                                         | Jessica Trengove 2 h 30 min 12 s (PB)                                            |
| 4 × 100 m | Jamaïque Kerron Stewart Veronica Campbell-Brown Schillonie Calvert Shelly-Ann Fraser-Pryce 41 s 83 (CR) | Nigeria Gloria Asumnu Blessing Okagbare Dominique Duncan Lawreta Ozoh 42 s 92          | Angleterre Asha Philip Bianca Williams Jodie Williams Ashleigh Nelson 43 s 10    |
| 4 × 400 m | Jamaïque Christine Day Novlene Williams-Mills Anastasia Le-Roy Stephanie McPherson 3 min 23 s 82 (CR)   | Nigeria Patience Okon George Regina George Ada Benjamin Folashade Abugan 3 min 24 s 71 | Angleterre Christine Ohuruogu Shana Cox Kelly Massey Anyika Onuora 3 min 27 s 24 |
| Saut en hauteur | Eleanor Patterson 1,94 m (SB)                                                                           | Isobel Pooley 1,92 m (PB)                                                              | Levern Spencer 1,92 m                                                            |
| Saut à la perche | Alana Boyd 4,50 m                                                                                       | Sally Peake 4,25 m                                                                     | Alysha Newman Sally Scott 3,80 m                                                 |
| Saut en longueur | Ese Brume 6,56 m                                                                                        | Jazmin Sawyers 6,54 m (SB)                                                             | Christabel Nettey 6,49 m                                                         |
| Triple saut | Kimberly Williams 14,21 m (SB)                                                                          | Laura Samuel 14,09 m (PB)                                                              | Ayanna Alexander 14,01 m                                                         |
| Lancer du poids | Valerie Adams 19,88 m                                                                                   | Cleopatra Borel 18,57 m                                                                | Julie Labonté 17,58 m                                                            |
| Lancer du disque | Dani Samuels 64,88 m                                                                                    | Seema Antil 61,61 m (SB)                                                               | Jade Lally 60,48 m (SB)                                                          |
| Lancer du marteau | Sultana Frizell 71,97 m (CR)                                                                            | Julia Ratcliffe 69,96 m                                                                | Sophie Hitchon 68,72 m                                                           |
| Lancer du javelot | Kimberley Mickle 65,96 m (CR)                                                                           | Sunette Viljoen 63,19 m                                                                | Kelsey-Lee Roberts 62,95 m                                                       |
| Heptathlon | Brianne Theisen-Eaton 6 597 pts                                                                         | Jessica Zelinka 6 270 pts                                                              | Jessica Taylor 5 826 pts                                                         |
| Records et Performances - AR : Record continental (area record) - CR : Record des championnats (championship record) - MR : Record du meeting (meet record) - NR : Record national (national record) - OR : Record olympique (olympic record) - PR : Record paralympique (paralympic record) - PB : Record personnel (personal best) - SB : Meilleure performance personnelle de la saison (season's best) - WL : Meilleure performance mondiale de l'année (world leader) - WJR : Record du monde junior (world junior record) - WR : Record du monde (world record) Circonstances et Conditions - DNF : N'a pas terminé (did not finish) - DNS : N'a pas pris le départ (did not start) - DQ : Disqualification (disqualification) - NM : Aucun essai valable enregistré (No Mark) - Q : Qualifié « directement » au prochain tour (ou à la prochaine compétition), lors d'une compétition majeure, grâce au classement ou à la réalisation des minima (automatic qualifier) - q : Qualifié au prochain tour (ou à la prochaine compétition), lors d'une compétition majeure, grâce au repêchage ou à la réalisation de l'une des meilleures performances parmi celles des « non qualifiés directement » (grâce au meilleur temps ou à la meilleure distance par exemple) (secondary qualifier) | |                                                                                        |                                                                                  |

## Épreuves handisport

### Hommes
| Épreuves                             | Or                          | Argent                      | Bronze                    |
| ------------------------------------ | --------------------------- | --------------------------- | ------------------------- |
| 100 m T37 (handisport)               | Fanie van der Merwe 11 s 65 | Charl Du Toit 11 s 89       | Rhys Jones 12 s 04        |
| 1 500 m T54 (handisport)             | David Weir 3 min 21 s 67    | Kurt Fearnley 3 min 23 s 08 | Alex Dupont 3 min 23 s 26 |
| Lancer du disque F42-44 (handisport) | Dan Greaves 59,21 m         | Aled Davies 46,83 m         | Richard Okigbazi 39,38 m  |

### Femmes
| Épreuves                             | Or                           | Argent                  | Bronze                  |
| ------------------------------------ | ---------------------------- | ----------------------- | ----------------------- |
| 100 m T12 (handisport)               | Libby Clegg 12 s 20          | Maria Muchavo 13 s 33   | Lahja Ishitile 13 s 48  |
| 1 500 m T54 (handisport)             | Angela Ballard 3 min 59 s 20 | Diane Roy 3 min 59 s 55 | Jade Jones 4 min 0 s 19 |
| Saut en longueur F37-38 (handisport) | Jodi Elkington 4,39 m        | Bethy Woodward 4,00 m   | Johanna Benson 3,82 m   |

## Tableau des médailles
| Rang | Nation           | Or | Argent | Bronze | Total |
| ---- | ---------------- | -- | ------ | ------ | ----- |
| 1    | Kenya            | 10 | 10     | 3      | 23    |
| 2    | Jamaïque         | 10 | 3      | 6      | 19    |
| 3    | Australie        | 8  | 1      | 3      | 12    |
| 4    | Angleterre       | 5  | 13     | 9      | 27    |
| 5    | Canada           | 5  | 2      | 10     | 17    |
| 6    | Afrique du Sud   | 3  | 4      | 2      | 9     |
| 7    | Nigeria          | 3  | 3      | 1      | 7     |
| 8    | Nouvelle-Zélande | 1  | 2      | 2      | 5     |
| 9    | Écosse           | 1  | 2      | 1      | 4     |
| 10   | Inde             | 1  | 1      | 1      | 3     |